# Змай (гидроавианосец)
«Змай» (сербохорв. Zmaj — «Дракон»), с 7 августа 1941 года — «Дра́хе» (нем. Drache — «Дракон») — гидроавиатранспорт в составе Королевских военно-морских сил Югославии (КВМС Югославии), а затем минный заградитель в составе кригсмарине.

## История строительства и службы
Во время ходовых испытаний 9 сентября 1929 года у Флиссингена корабль был повреждён пожаром в машинном отделении и отправлен на ремонт в Гамбург. 20 августа 1930 года ремонт был завершён, корабль передан КВМС Югославии и отправлен в Котор для установки вооружения, в 1931 году вступил в строй.
В 1937 году планировалось переоборудование «Змая» в минный заградитель, после чего корабль мог бы принимать на палубу до 100 якорных мин, однако судя по всему до вступления Югославии во Вторую мировую войну эти планы так и не были реализованы.
17 апреля 1941 года в результате Югославской операции корабль был захвачен итальянской армией в Сплите и передан вермахту, после чего его зенитное вооружение было изменено: 2 × 2 — 40-мм/67 полуавтомата «Шкода» были заменены на 2 одноствольных 20-мм автомата. 7 августа 1941 года переименован в «Драхе» и вошёл в состав кригсмарине в качестве войскового транспорта (ВТР).

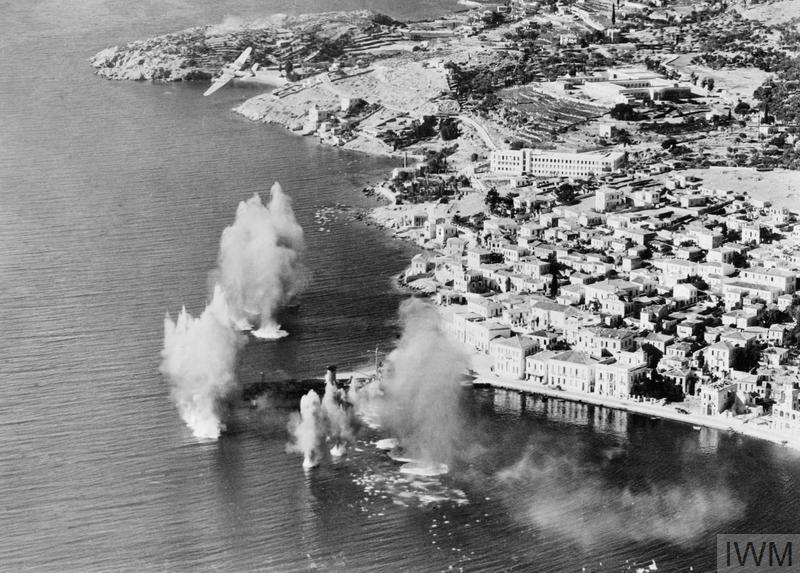
Германский минный заградитель «Драхе» в Вати под ударами авиации союзников (22 сентября 1944 года).

В апреле — августе 1942 года ВТР «Драхе» переклассифицирован в минный заградитель и переоборудован в Триесте под требования германского флота: демонтирована ферма с краном грузоподъёмностью 6,5 т для спуска и подъёма гидросамолёта, оборудована посадочная площадка 20 × 5 м для приёма вертолёта Flettner Fl 282. Усилено вооружение: 83,5-мм/55 универсальные орудия «Шкода» M 27 заменены на германские 105-мм/45. Зенитное вооружение после переоборудования составляло: 2 × 2 + 1 × 1 — 37-мм/83, а также 6 × 1 — 20-мм/65 орудий. Переоборудованный корабль вступил в строй 26 ноября 1942 года и мог нести на борту 120—240 мин различного типа.
В 1943 году 105-мм/45 орудия были заменены на 88-мм/45, убран 1 одноствольный 20-мм автомат, установлены 2 счетверённые установки 2 cm FlaK-Vierling C38.
Минный заградитель «Драхе» действовал в Эгейском и Адриатическом морях. 29 сентября 1944 года потоплен британской авиацией в Эгейском море у острова Самос.
На минных заграждениях у островов Калимнос и Псеримос, выставленных «Драхе», подорвался греческий эскортный миноносец «Адриас», а также погибли 2 британских военных корабля: эскортный миноносец HMS Hurworth типа «Хант» и эскадренный миноносец HMS Eclipse типа E. Как грустно шутят исследователи военно-морских сил Югославии[какие?], «Змай» вошёл в историю в качестве самого результативного югославского корабля, потопив два югославских же парохода и два английских эсминца.